# Домбровская, Пелагия
Пелагия Домбровская (пол. Pelagia Dąbrowska, урождённая Згличинская; 9 сентября 1843 — 11 февраля 1909) — польская учительница, участница Январского восстания, сосланная в Сибирь.

## Биография
Родилась 9 сентября 1843 года в местечке Дубенка в семье Михала и Пелагеи Згличинских. Мать умерла во время родов, ребёнок был крещён 14 июля 1844 года в церкви Св. Иоанна в Люблине.
Росла Пелагия в деревне Скоморохи Дуже. Затем уехала в Варшаву и жила у сестёр матери — Игнации, Валерии и Стефании Пиотровских. В 1861 году она принимала участие в демонстрации в Варшаве и стала соорганизатором манифестации единства в годовщину Городельской унии. Тётушки Пелагии содержали в Варшаве светский салон, где встречались будущие повстанцы. На одной из вечеринок Пелагия познакомилась с Ярославом Домбровским, с которым обручилась в 1862 году. Домбровский к тому времени был опытным подпольщиком.
Когда 14 августа 1862 года Ярослав Домбровский был арестован, Пелагия навещала его в тюрьме и благодаря знакомствам смогла переправлять сообщения Домбровского из тюрьмы, когда приходила к нему на свидания. Через Домбровского Пелагия связалась с организацией русских офицеров, дислоцированных в Царстве Польском, и стала соорганизатором побега Андрея Потебни, совершившего неудачное покушение на губернатора Царства Польского Александра Лидерса, спрятав его в своей квартире.
Домбровскому был вынесен смертный приговор и за два дня до его расстрела Пелагии разрешили выйти замуж за осуждённого. Они поженились 5 апреля 1864 года в зале военного трибунала X павильона Варшавской цитадели, юридически брак был зарегистрирован в варшавском костёле Святого Креста. В результате женитьбы смертный приговор Ярославу Домбровскому был заменён каторжными работами.
Вскоре арестовали и Пелагию — на основании показаний хозяйки, у которой она снимала квартиру. Пелагия была осуждена и в июне 1864 года направлена в ссылку в Архангельскую губернию, но потом место назначения было изменено на Ардатов Нижегородской губернии. В мае 1865 года она сумела совершить побег из Ардатова, в чём ей помог польский революционер Александр Шанявский, тоже находившийся в ссылке в Ардатове. Вместе с русским революционером Владимиром Озеровым Пелагия покинула пределы Российской империи. В августе 1865 года она уже была во Франции, где в Париже жила с мужем.
Пелагия пробыла в Париже до 1871 года, принимала участие в Парижской коммуне, затем перебралась в Лондон. После смерти Ярослава Домбровского (23 мая 1871) о вдове и детях заботился её зять — Теофил Домбровский. В середине октября 1872 года Пелагия покинула Лондон и перебралась в Дрезден. В начале 1873 года она уехала в город Ясло, где была преподавателем французского языка. В 1880 году Пелагия Домбровская переехала в Краков, где также работала учителем французского языка в школе Фелицианских сестёр при костёле Святого Андрея, затем в нескольких частных школах и пансионатах.
Умерла в Кракове 11 февраля 1909 года и была похоронена на Раковицком кладбище города.